# Era Renifera
Era Renifera – druga studyjna płyta polskiej piosenkarki Reni Jusis wydana w 1999 roku nakładem Pomaton EMI. Podobnie jak debiutancki longplay jest mieszanką wielu gatunków, między innymi funku i hip-hopu. Pojawiły się tu także elementy reggae. Owocem prac nad płytą były także dwa covery: Konstytucji Lecha Janerki oraz Dreadlock Holiday brytyjskiej grupy 10cc.

## Lista utworów
Opracowano na podstawie materiału źródłowego.
1. "Intro" (muz. Reni Jusis) - 0:51
2. "W głowie woda" (muz. i sł. Reni Jusis) - 3:35
3. "Miej oczy otwarte" (muz. i sł. Reni Jusis) - 5:08
4. "Konstytucje" (gościnnie: Snuz, muzyka i sł. Lech Janerka, scratche: DJ Twister) - 3:36
5. "O.W. mewa" (sł. Reni Jusis) - 0:25
6. "To lubię" (sł. Reni Jusis) - 2:48
7. "Dreadlock Holiday" (muz. i sł. E. Stewart, G. Gouldman) - 5:46
8. "Śpiew syReni" (sł. Reni Jusis) - 1:19
9. "Kombinacje" (muz. i sł. Reni Jusis) - 4:37
10. "Komunikat" (sł. Reni Jusis) - 0:30
11. "Uciekaj - buzi, buzi" (gościnnie: Glennskii, muz. Reni Jusis, sł. Glennskii, Reni Jusis) - 3:10
12. "Przepraszam bardzo" (muz. V.O.L.T., Reni Jusis, Sł. Reni Jusis) - 3:24
13. "Oda do telewizora" (muz. i sł. Reni Jusis) - 3:32
14. "Idzie Reni" (sł. Kamil Laskowski) - 0:31
15. "To już przesada" (muz. i sł. Reni Jusis) - 3:42
16. "Era renifera" (muz. i sł. Reni Jusis) - 3:51
17. "Peace & Love" (muz. Reni Jusis) - 1:32

## Twórcy
Opracowano na podstawie materiału źródłowego.

- Reni Jusis - muzyka, słowa, aranżacje, śpiew, produkcja
- Filip Sojka - gitara basowa
- Michael Cuddly - gitara basowa, śpiew (7)
- DJ Twister - gościnnie scratche
- Glenn "Glennskii" Meyer - gościnnie śpiew
- Michał Grymuza - gitara
- Michał Przytuła - miksowanie, mastering, realizacja nagrań
- Paweł Zarecki - instrumenty klawiszowe
- Ania Kawa - zdjęcia